# اردک‌های کم‌شیرجه
اردک‌های کم‌شیرجه (نام علمی: Netta) نام یک سرده از زیرخانواده اردکیان شیرجه‌زن است.